# マボロシハマグリ
マボロシハマグリ（Pitar lupanaria, 英: spiny venus, prostitute venus）は、マルスダレガイ科の二枚貝。メキシコ西岸からペルーにかけて分布。産地では普通種。

## 形態
殻長5センチ。殻は丸みを帯びた三角形でやや厚い。殻の膨らみは大きい。殻表には幅の広い輪肋がある。輪肋は殻の前方ではより強く、殻の後端には長短さまざまの棘状の突起が2列の放射状に生える。ツキヨノハマグリに比べ、突起が長い場合が多い。なお、このような突起を持つハマグリは本種とツキヨノハマグリだけである。
殻の表面はクリーム色がかった白色ないし薄いピンク。棘状の突起の付け根には紫色の斑点がある。内側は白色。

## 生態
潮間帯から水深5メートルの砂泥底に潜って生活する濾過摂食者である。棘状の突起を上にして埋まっているが、捕食者に対する防衛手段となっている可能性がある。小さな個体は長い突起を持っていることも多いが、大きくなるとたいていの場合突起が折れている。